# Aristip de Cirene
Aristip de Cirene (Aristippus, Arístippos Αρίστιππος) fou un filòsof grec nascut a Cirene, fill d'Arítades i pare d'Arete de Cirene. Es considera com un dels tres filòsofs socràtics menors, amb Antístines i Euclides, i representa l'aspecte sensista i subjectivista de la percepció. Va ser el primer a situar el plaer com a principi de valoració moral.
Va conèixer les obres de Protàgores i altres sofistes, després va viure a Atenes, on va ser deixeble de Sòcrates i, com Plató, hoste de Dionís, el tirà de Siracusa.

## Biografia
Va viatjar a Grècia per veure els Jocs Olímpics, on es va trobar amb l'expert en agricultura, Iscomac, i va també veure Sòcrates, amb el qual va estar fins a la seva execució el 399 aC. Després va tornar a Cirene, on va fundar l'escola cirenaica de filosofia. Va passar la major part de la seva vida a la cort de Dionís el Vell de Siracusa i és possible que fos fet presoner per un temps per Artafernes, el sàtrapa persa que va foragitar els espartans de Rodes el 396 aC. Ja gran, va tornar a Cirene, on va passar els darrers anys.

## Obra
S'ha perdut tota l'obra escrita d'Aristip i de tots els filòsofs socràtics menors, de manera que el que avui se'n pot saber és només a partir de reconstruccions més o menys completes. Diògenes Laerci, a la seva Vides i opinions de filòsofs eminents ens en dona els títols de diverses d'elles, formulades en forma de cartes o adreces (“Per a Laïs”, una cortesana que es va convertir en la seva companya; “Per a Arété”, la seva filla; “Als exiliats”; “Als captaires”; “Als que em retreuen estimar el vi, les cortesanes i els banquets”; etc.) Com explica el filòsof Frédéric Schiffter a Le philosophe sans qualités ('El filòsof sense qualitats') aquest títols “suggereixen que Aristip va concebre la filosofia com una xerrada amistosa o polèmica – la qual cosa no li va impedir sostenir també que els déus havien donat llenguatge als homes perquè no s'entenguessin entre ells.”

## Filosofia
Partidari de l'hedonisme i al mateix temps del control de les passions, era famós al seu temps per les seves ràpides respostes.
La seva filosofia consistia a adaptar-se a les circumstàncies extraient-ne sempre el vessant positiu per no caure en la infelicitat, en comptes de tractar de canviar l'entorn quan no és possible. Si les persones escolten la seva naturalesa d'una manera sana, conscient i individual, de manera espontània tendeixen cap al que els fa feliços i defugen el que els fa mal. El filòsof no és un predicador i la filosofia no té com a funció canviar la vida de les persones i, per tant, cadascú pot tenir una filosofia pròpia individual. Aquest relativisme, el prendran els escèptics i els epicuris. Donava importància a l'amistat.
Aquesta consideració, que la funció del filòsof és la realització del seu propi benestar espiritual, i que aquest és subjectiu, dependent de les seves percepcions i sensacions físiques presents en el moment actual, és el que s'ha considerat hedonisme subjectivista. El filòsof prou feines té per a preocupar-se d'ell mateix, i no pot universalitzar els criteris de plaer ni cura de l'ànima, perquè són relatius, o diferents per a cada persona, que hauria de ser lliure de trobar i escollir-ne els seus, i que no li siguin imposats per altres persones "més perfectes". És a dir, el principi general de la recerca del plaer pot ser universal, però la manera d'aconseguir-lo és personal.
Va sostenir una teoria escèptica del coneixement, segons la qual "només podem estar certs de les sensacions", però mai de les coses mateixes, que ens són incognoscibles. Per tant, cal fonamentar la vida sobre les dades de les impressions físiques immediates. Les sensacions són físiques i no es poden teoritzar, també són subjectives i no es poden objectivitzar. Tampoc cap racionalitat no es pot generalitzar, ja que per a ell la raó està basada en les sensacions i s'hi adapta, sent llavors també subjectiva per a cada persona i les seves circumstàncies del moment actual.

### Socràtics menors
En història de la filosofia, se sol classificar com a "socràtics menors" aquells deixebles de Sòcrates que intenten seguir les seves dues premisses metodològiques, la maièutica i la ironia. En canvi, es diferencien d'ell perquè busquen la virtut o excel·lència humana a l'interior de cada individu i no tant en la justícia col·lectiva, no menyspreen la societat ni l'ésser social, però valoren també l'individualisme. Així, més que assolir la veritat per mitjà del diàleg, busquen la meditació interior com a enfortiment de la consciència subjectiva.
Actualment, distingim entre els "grans socràtics", que es considera que són Plató, Xenofont i en certa manera Aristòtil; i els "socràtics menors", amb Antístenes, Aristip, Euclides i d'altres, incloent-hi els relacionats amb l'escola megàrica, com per exemple Fedó, de qui poc més se sap. Aquests darrers eren els considerats pels contemporanis els autèntics continuadors de Sòcrates, mentre que Plató, que no va estar present en la mort de Sòcrates, era vist per exemple per Aristòtil com una barreja de socratista i pitagorista.
La seva filosofia, a grans trets, es basa en la valoració de la pràctica per sobre del teoricisme; així, per a ells, l'ètica no és una metafísica o especulació dogmàtica, ni cap investigació intel·lectual, sinó una manera pràctica de viure; l'ètica es basa en el naturalisme, en el sentit que la natura és prèvia a tota convenció social i fracassarà qualsevol ètica que no ho tingui en compte; i que, com per a Sòcrates, per a ells la funció de la filosofia és l'educació de l'ànima a partir de l'exemple personal. Com els cínics, els estoics i els epicuris, busquen convèncer, però a diferència de Sòcrates, la pedagogia dels socràtics menors és asistemàtica. Els socràtics menors es caracteritzen també per la indiferència pels diners i els lligams materials.
Dels socràtics menors, destaca Antístenes, que està en l'origen del cinisme; Euclides, per ser iniciador de l'escola megàrica; i Aristip, pare de l'escola megàrica. Els socràtics menors es van oposar a Plató, a qui consideraven dogmàtic, i a Aristòtil. De Plató, els separa la seva concepció pràctica i física de la filosofia i de la vida, prioritzant l'acció i el gest per sobre de grans sistemes teòrics, el naturalisme per sobre d'un suposat camí metafísic, la física per sobre de la matemàtica de saló, l'ètica per sobre de l'ontologia. També els diferencia el públic: mentre que Plató representa la versió aristocràtica del socratisme, els socràtics menors es vinculen a les capes populars de la població.